# 13710 Shridhar
A 13710 Shridhar (ideiglenes jelöléssel 1998 QU13) a Naprendszer kisbolygóövében található aszteroida. A LINEAR projekt keretében fedezték fel 1998. augusztus 17-én.